# IC 4372
IC 4372 ist eine Spiralgalaxie vom Hubble-Typ Sc? im Sternbild Jungfrau auf der Ekliptik. Sie ist schätzungsweise 489 Millionen Lichtjahre von der Milchstraße entfernt.
Das Objekt wurde im Jahr 1899 von DeLisle Stewart entdeckt.